# Passage of Time
Passage of Time è un album del sassofonista jazz Joshua Redman, registrato nel giugno del 2000 e pubblicato nel 2001.
Tutti i brani sono stati composti e arrangiati da Redman stesso.

## Tracce
1. Before – 1:50
2. Free Speech, Phase I – 7:05
3. Free Speech, Phase II – 4:29
4. Our Minuet – 8:28
5. Bronze – 8:27
6. Time – 10:38
7. Enemies Within – 9:23
8. After – 3:10

## Formazione
- Joshua Redman – sassofono tenore
- Aaron Goldberg – pianoforte
- Reuben Rogers – contrabbasso
- Gregory Hutchinson – percussioni